# Hughie Flint
Hughie Flint (Manchester, 15 de marzo de 1940) es un baterista británico, conocido por su asociación con John Mayall & the Bluesbreakers, McGuinness Flint y The Blues Band, entre otros. 

## Carrera
Tocó con The Bluesbreakers durante cinco años añadiendo ciertos toques de jazz. Se le puede escuchar en los álbumes John Mayall Plays John Mayall (1965) y Blues Breakers with Eric Clapton (1966). Más adelante tocó con Alexis Korner y Savoy Brown, siendo reemplazado en la banda de John Mayall por Aynsley Dunbar.
En la década de 1970 formó la banda McGuinness Flint con Tom McGuiness, guitarrista original de la banda Manfred Mann. Lograron figurar en la segunda posición de las listas de éxitos británicas con el sencillo "When I'm Dead and Gone", seguido del top 5 "Malt and Barley Blues". A pesar del éxito conseguido, el dúo se separó poco tiempo después. Luego de tocar algunos años con The Blues Band, Flint se alejó de la música a nivel profesional.